# The Beatniks (film)
The Beatniks is een Amerikaanse film uit 1960, geregisseerd door Paul Frees. De hoofdrollen werden vertolkt door Tony Travis, Joyce Terry en Peter Breck.

## Verhaal
De film draait om Eddie Crane, een jongeman die genoeg talent heeft om een professionele muzikant te worden. Probleem is alleen dat hij omgaat met de verkeerde vrienden; dit zijn namelijk Beatniks die voortdurend de wet breken. Hij komt zwaar in de problemen wanneer zijn vrienden bij een overval een barman vermoorden.

## Rolverdeling
| Acteur          | Personage         |
| --------------- | ----------------- |
| Tony Travis     | Eddy Crane        |
| Joyce Terry     | Helen Tracy       |
| Peter Breck     | Bob 'Moon' Mooney |
| Karen Kadler    | Iris              |
| Charles Delaney | Harry Bayliss     |
| Sam Edwards     | Red               |
| Bob Wells       | Chuck             |
| Stanley Farrar  | Mr. Ray Morrissey |

## Achtergrond
“The Beatniks” werd bespot in de cultserie Mystery Science Theater 3000.